# Léopard (véhicule)
Pour les articles homonymes, voir Léopard (homonymie).
Le véhicule de sécurité Léopard est un transport de troupes blindé, protégé contre les mines, utilisé par l'armée rhodésienne durant la guerre du Bush de Rhodésie du Sud. Il offrait une protection contre les explosions de mines grâce à sa coque en V.

## Conception

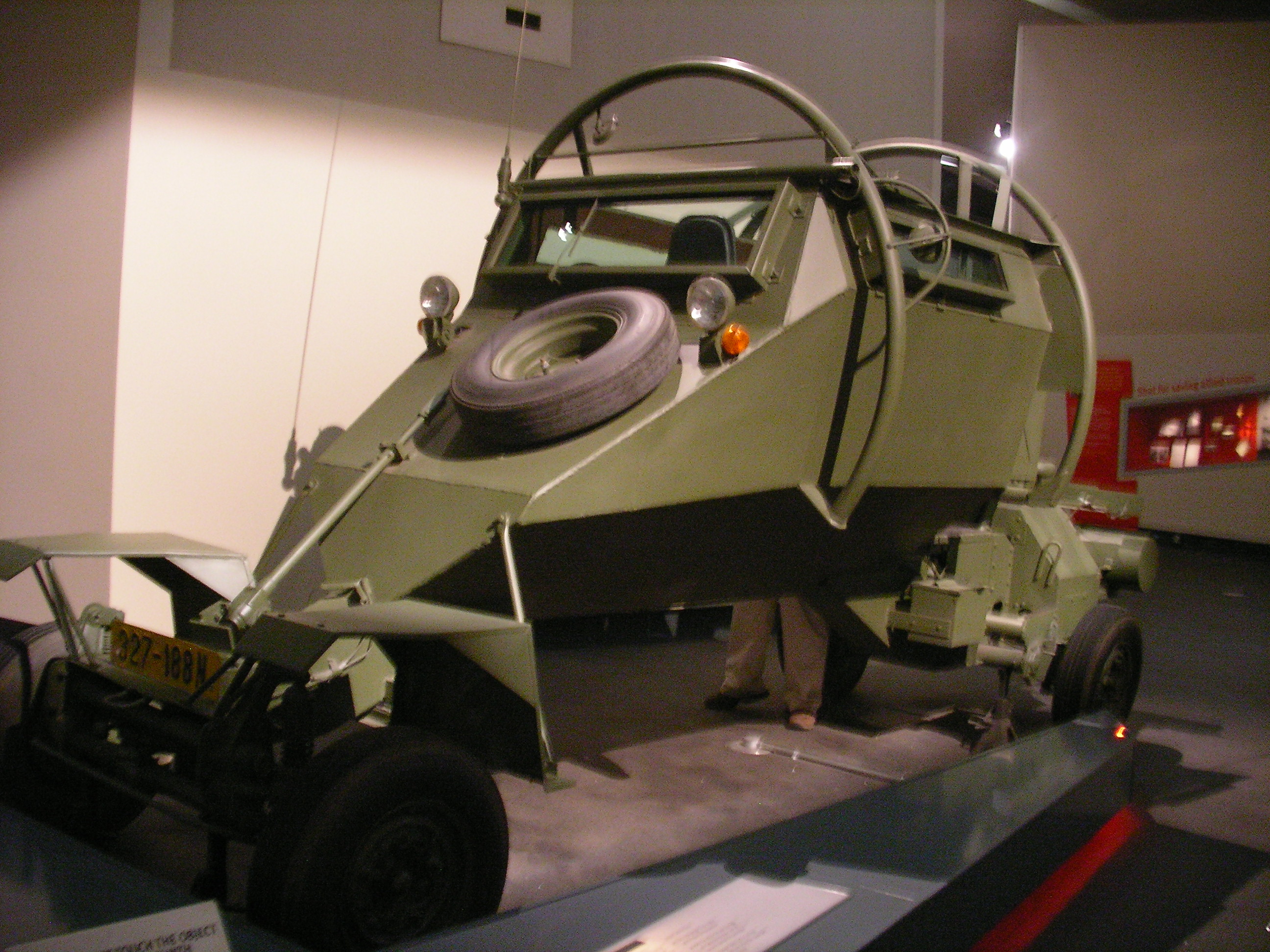
Véhicule Leopard exposé à l'Imperial War Museum North, à Manchester.

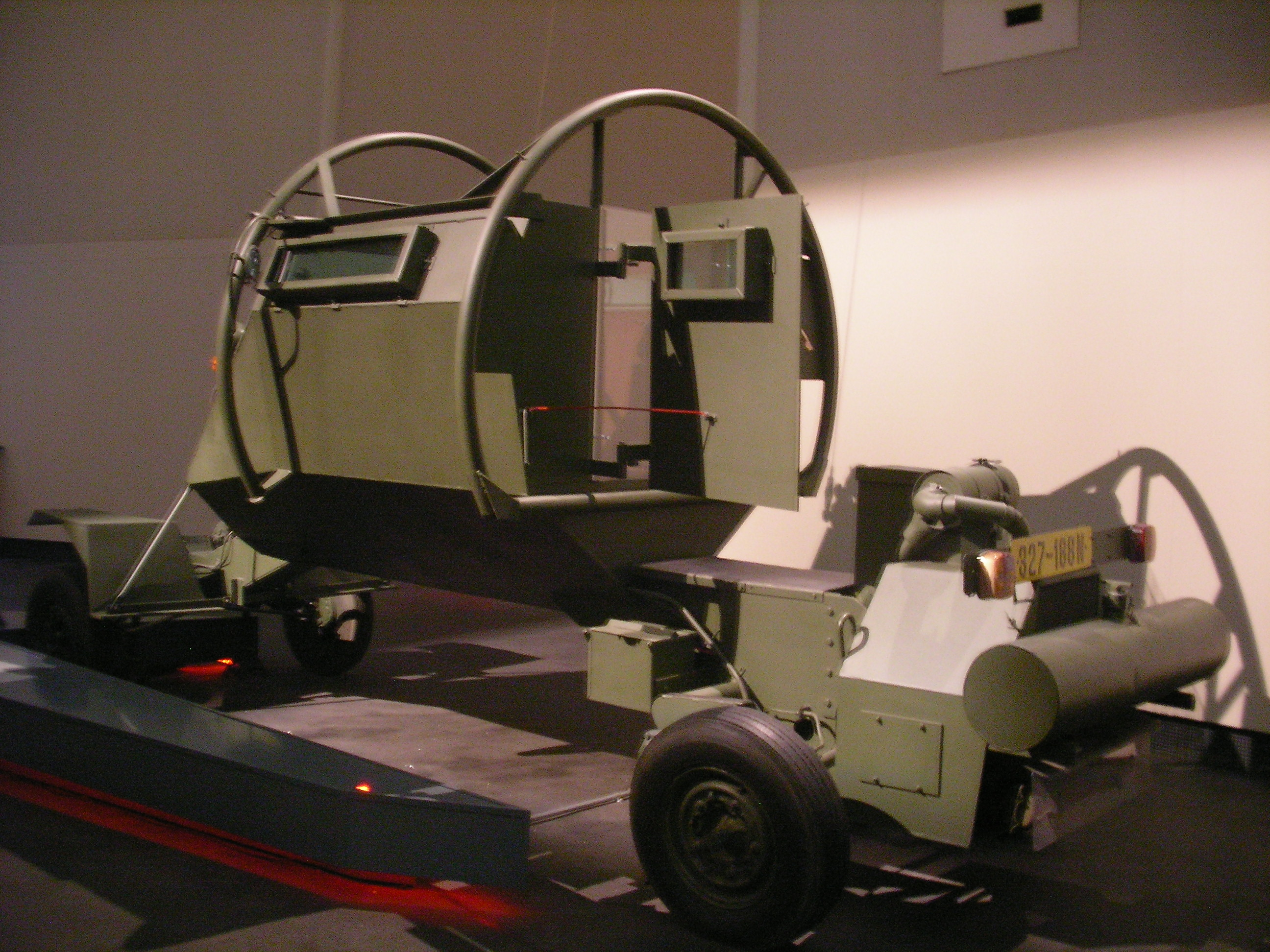
Vue arrière du Léopard, montrant les accès passagers, le compartiment moteur et le réservoir à l'extrémité arrière.

Il est similaire au Buffel sud-africain, mais plus petit, ne transportant qu'un pilote en place avant et deux passagers derrière lui à droite et trois derrière lui à gauche. 
Les passagers sont assis dos à dos sur deux bancs disposés transversalement.
Ce véhicule se distingue par sa forme inhabituelle, toutes ses facettes sont destinés à contrer les conséquences des explosions de mines.
- Coque sous châssis en V
- Arceaux circulaires externes,
- Moteur arrière séparé
- Sièges passagers disposant de harnais
- Roues délibérément placées très en avant et en arrière du véhicule, de sorte que quand une mine a été déclenchée par une roue, l'équipage soit le plus loin possible de l'explosion.

## Historique de la production
Le véhicule a été produit entre 1975 et 1979 en Rhodésie, et peut être dans le Sud-Ouest africain (aujourd'hui la Namibie), à partir d'une conception de l'ingénieur et fermier rhodésien Ernest Konschel et sous sa supervision. Il a également conçu le véhicule de détection de mines Pookie. Quelque 700 à 750 véhicules ont été fabriqués, seulement 3 exemples complets existent encore.
Le Léopard a été principalement conçu pour être utilisé comme un véhicule pour assurer une protection efficace à la population civile qui était particulièrement sensibles aux effets dévastateurs de la guerre des mines terrestres, les véhicules à l'épreuve des mines n'étant pas disponibles à cause des sévères sanctions économiques imposées à la Rhodésie à l'époque.
Des versions modifiées, en particulier celles avec une double porte à l'arrière, ont été produites pour les Forces de sécurité rhodésienne, bien que ce véhicule n'ait jamais trouvé grâce aux yeux de ces formations armées. Les véhicules existant encore à l'heure actuelle ont été conçus et vendus à des fins civiles.
Ce véhicule est antérieur de plusieurs années au 'Buffel' sud africain. De nombreux véhicules conçus en Rhodésie ont été expédiés en Afrique du Sud pour des essais et de l’ingénierie inverse, donnant naissance à la première génération de véhicules monocoques Sud africain à l'épreuve des mines.
Le Léopard souffrait d'un certain nombre de problèmes, avec notamment d'une surchauffe du moteur de 1 600 cm3, à refroidissement par air d'origine VW, d'un manque de puissance pour traverser des terrains accidentés et échapper à des embuscades, ainsi que la séparation involontaire des sous-ensembles avant et arrière de la coque, en terrain difficile. La police rhodésienne (BSAP), en particulier n'était pas favorables à ce véhicule et utilisait plutôt d'autres véhicules résistant aux mines tels que le Cougar (également conçu par Konschel) et des Land Rovers blindés produites localement.
Les images du Léopard montrent une absence de deux pièces essentielles de protection : un treillis métallique robuste s'adaptant sur le haut des arceaux circulaires qui agirait comme un écran anti-grenade les empêchant de pénétrer dans la coque et le toit en toile sur l'écran complétant l'écran anti-grenade et protégeant de la pluie. Ce véhicule a été repeint à un moment donné dans une couleur incorrecte.

## Utilisateur
À l'origine des civils, mais utilisé par de nombreux services gouvernementaux de la Rhodésie. Le véhicule n'a pas trouvé grâce auprès de l'armée.

## Combats
- Rhodésie du Sud